# DRBV-15
シー・タイガー（英語: Sea Tiger）は、フランスのトムソン-CSF社（現在のタレス・ネーデルラント社）が開発した2次元レーダー。フランス海軍ではDRBV-15として制式化されたほか、山寨版は中国人民解放軍海軍で363型レーダーとして装備化されている。また、発展型のシー・タイガー Mk.2も開発され、こちらはDRBV-15Cとして制式化された。
本機は、ヴェガ戦術情報処理装置のフリゲート用拡大版の主センサーとなるべく開発された。既に小型艦向けに配備されていたヴェガ戦術情報処理装置は、Cバンドのトリトン・レーダー（DRBV-51）を主センサーとして採用していたことから、本機はいわばその大型化版といえる。動作周波数は、より長距離探知に対応したSバンドに変更された。これにより、例えばレーダー反射断面積（RCS）2m²の目標に対する探知距離は、トリトンIIでは30キロメートル (16 nmi)であったのに対して、シー・タイガーでは110キロメートル (59 nmi)に延伸されている。初期型のDRBV-15 シー・タイガーは、メッシュ型で横長のパラボラアンテナを採用していたが、DRBV-15C シー・タイガー Mk.2ではプレーナアレイ・アンテナに変更された。

## 採用国と搭載艦艇
フランス海軍
- シュフラン級駆逐艦「デュケーヌ」（DRBV-15）
- ジョルジュ・レイグ級駆逐艦（DRBV-15A; 後期建造艦）
- カサール級駆逐艦（DRBV-15; 後日DRBJ-11Bに換装して撤去）
- ラファイエット級フリゲート（DRBV-15C）
- ミサイル追跡艦モンジュ（DRBV-15C）

 コロンビア海軍
- アルミランテ・パディーヤ級フリゲート（シー・タイガー：後日SMART-Sに換装して撤去）

 サウジアラビア海軍
- アル・マディーナ級フリゲート（シー・タイガー）

 中国人民解放軍海軍
- 旅大III型駆逐艦（051DT/G型; 363型）
- 旅滬型駆逐艦（052A型; 363型）